# (151362) Chenkegong
(151362) Chenkegong est un astéroïde de la ceinture principale.

## Description
(151362) Chenkegong est un astéroïde de la ceinture principale. Il fut découvert le 11 février 2002 à Nanchuan par Ye Quan-Zhi. Il présente une orbite caractérisée par un demi-grand axe de 3,00 UA, une excentricité de 0,11 et une inclinaison de 8,7° par rapport à l'écliptique.

## Compléments